# Gavin I. Langmuir
 (mars 2019).
Si vous disposez d'ouvrages ou d'articles de référence ou si vous connaissez des sites web de qualité traitant du thème abordé ici, merci de compléter l'article en donnant les références utiles à sa vérifiabilité et en les liant à la section « Notes et références ».
Gavin I. Langmuir, né à Toronto le 2 avril 1924 et mort à Stanford le 10 juillet 2005, est un historien canadien de l'antisémitisme, au Moyen Âge en particulier. Il a été professeur à l'université Stanford aux États-Unis.

## Biographie
Diplômé de l'Université de Toronto, il poursuit des études d'histoire moderne à l'université Harvard, mais se spécialise bientôt en histoire médiévale. En 1955, il soutient un doctorat centré sur l'histoire constitutionnelle anglaise. Après avoir enseigné quelques années à Harvard, il rejoint l'université Stanford, où il effectue toute sa carrière jusqu'à sa retraite en 1993. Ses travaux portent en particulier sur la façon dont les accusations traditionnellement portées contre les juifs dans la Chrétienté depuis le haut Moyen Âge ont évolué à partir des XIIe et XIIIe siècles, dans une nouvelle dynamique de persécution. Après la publication de nombreux articles, deux synthèses paraissent en 1990, intitulées Toward a Definition of Antisemitism et History et Religion and Antisemitism (ce dernier ouvrages reçoit le National Jewish Book Award en 1991).

## Œuvre

### Ouvrages
- Toward a Definition of Antisemitism, Berkeley, University of California Press, 1990.
- History, Religion and Antisemitism, Berkeley, University of California Press, 1990.

### Articles
- "L'absence d'accusation de meurtre rituel à l'ouest du Rhône", dans Juifs et judaïsme de Languedoc. Cahiers de Fanjeaux 12, 1977, p. 235-249.
- "Anti-Judaism as the Necessary Preparation for Anti-Semitism", Viator, 1971, p. 383-390.
- "The tortures of the body of Christ", dans Christendom and its Discontents, éd. S. L. Waugh, P. D. Diehl, Cambridge, Cambridge University Press, 1996, p. 287-309.